# Paraguay Open 2024
Il Paraguay Open 2024, ufficialmente Paraguay Open Dove Men+Care 2024 è stato un torneo maschile di tennis professionistico. È stata la 1ª edizione del torneo, facente parte della categoria Challenger 75 nell'ambito dell'ATP Challenger Tour 2024, con un montepremi di 82 000 $. Si è giocato dal 18 al 24 marzo 2024 sui campi in terra rossa di Asunción, in Paraguay.

## Partecipanti

### Teste di serie
| Nazionalità | Giocatore               | Ranking* | Testa di serie |
| ----------- | ----------------------- | -------- | -------------- |
| Perù        | Juan Pablo Varillas     | 110      | 1              |
| Argentina   | Román Andrés Burruchaga | 159      | 2              |
| Bolivia     | Hugo Dellien            | 161      | 3              |
| Argentina   | Genaro Alberto Olivieri | 177      | 4              |
| Portogallo  | Gonçalo Oliveira        | 217      | 5              |
| Francia     | Geoffrey Blancaneaux    | 223      | 6              |
| Francia     | Enzo Couacaud           | 231      | 7              |
| Brasile     | Gustavo Heide           | 240      | 8              |

* Ranking al 4 marzo 2024.

### Altri partecipanti
I seguenti giocatori hanno ricevuto una wild card per il tabellone principale:
- Hernando José Escurra Isnardi
- Juan Carlos Prado Ángelo
- Daniel Vallejo

I seguenti giocatori sono passati dalle qualificazioni:
- Juan Bautista Torres
- Gonzalo Villanueva
- Daniel Cukierman
- Valerio Aboian
- Nicolas Zanellato
- Lorenzo Joaquín Rodríguez

## Punti e montepremi
| Torneo    | Torneo              | V     | F     | SF    | QF    | 2T    | 1T  | Q | Q2  | Q1  |
| Singolare | Punti               | 75    | 44    | 22    | 12    | 6     | 0   | 4 | 2   | 0   |
| Singolare | Premi in denaro ($) | 9 880 | 5 820 | 3 450 | 2 000 | 1 165 | 720 | – | 360 | 185 |
| Doppio    | Punti               | 75    | 44    | 22    | 12    | –     | 0   | – | –   | –   |
| Doppio    | Premi in denaro ($) | 4 250 | 2 450 | 1 480 | 880   | –     | 500 | – | –   | –   |

## Campioni

### Singolare
Gustavo Heide ha sconfitto in finale  João Fonseca con il punteggio di 7–5, 6(6)–7, 6–1.

### Doppio
Boris Arias /  Federico Zeballos hanno sconfitto in finale  Gonzalo Bueno /  Álvaro Guillén Meza con il punteggio di 6–2, 6–2.